# Klaksvík
Klaksvík é a segunda maior cidade das Ilhas Feroé, com 4 575 habitantes (2012). Está localizada em Borðoy, uma das ilhas mais ao norte do arquipélago.

## Etimologia
Klaksvík é um nome geográfico feroês derivado de klakkur (“rocha saliente”) e vík (“enseada”).

A cidade possui um importante porto pesqueiro e tem grande importância, especialmente para a região norte, por ser o segundo centro comercial feroés.

Em 2006, um túnel submarino, Norðoyatunnilin, foi inaugurado, ligando a ilha de Borðoy à ilha de Eysturoy, e conectando assim Klaksvík a Leirvík.

Viðarlundin úti í Grøv é um pequeno bosque perto da cidade com uma superfície de 3,3 hectares. Os trabalhos de arborização iniciaram em 1980 .

## Galeria

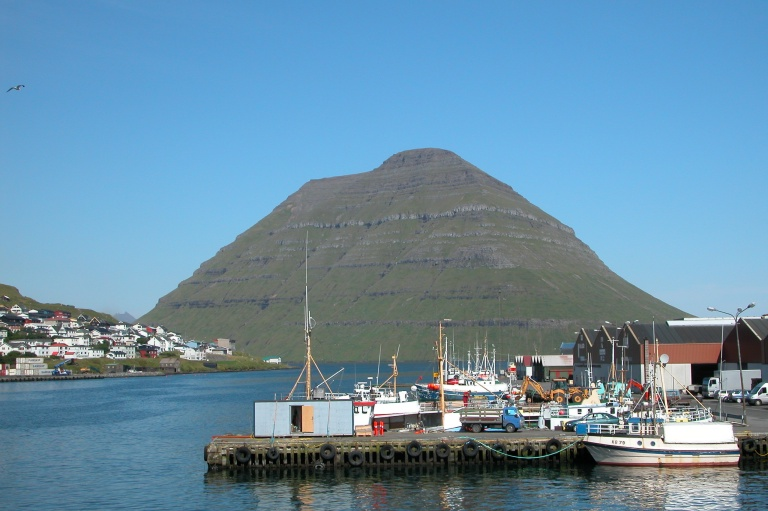
Porto de Klaksvík
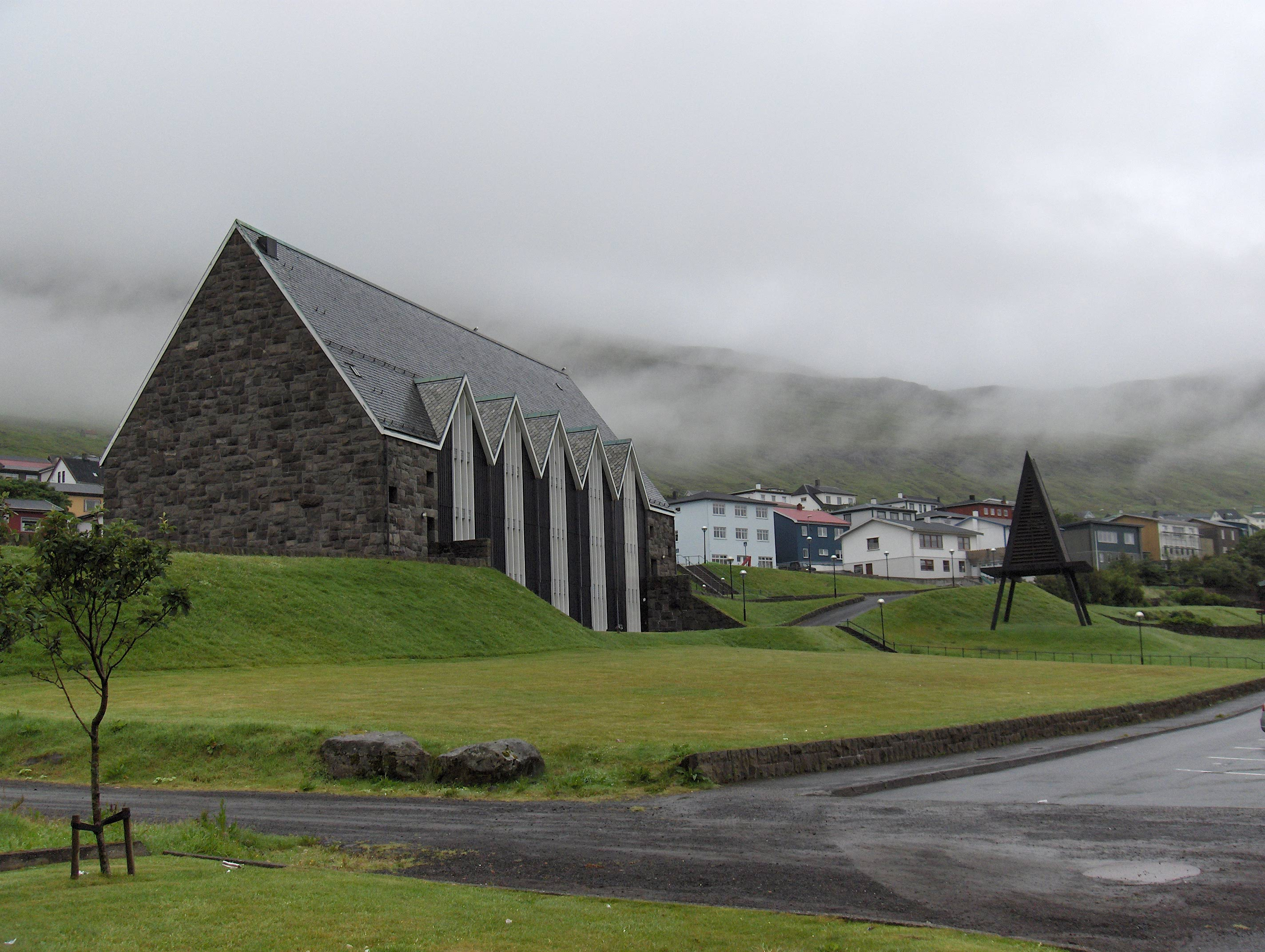
Igreja de Klaksvík
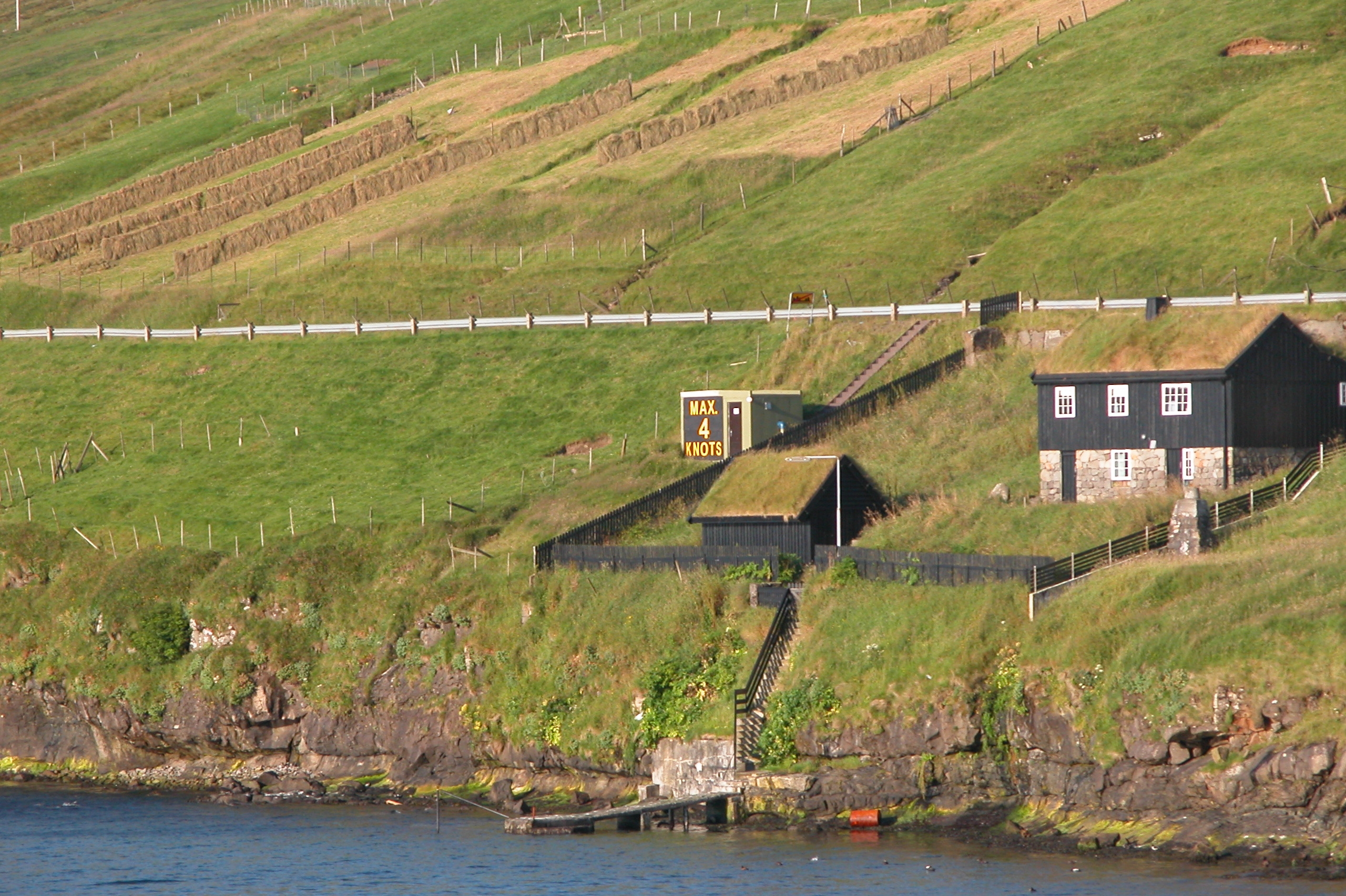
Casa antiga junto à costa
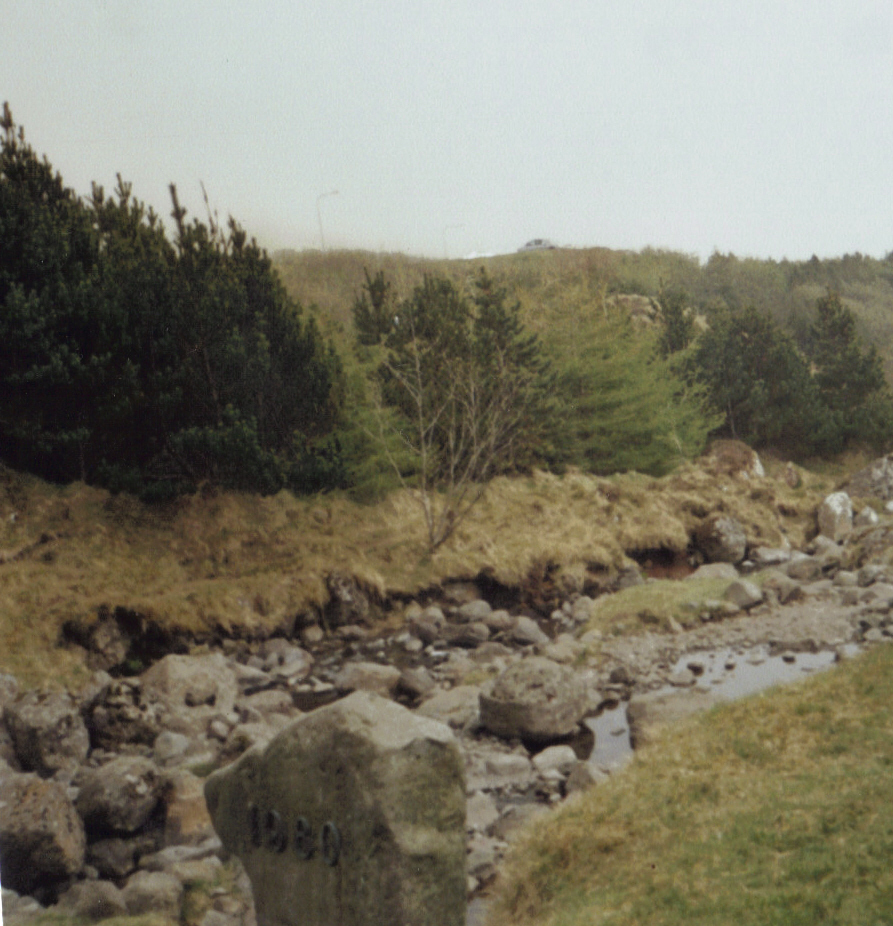
Bosque Viðarlundin úti í Grøv perto da cidade
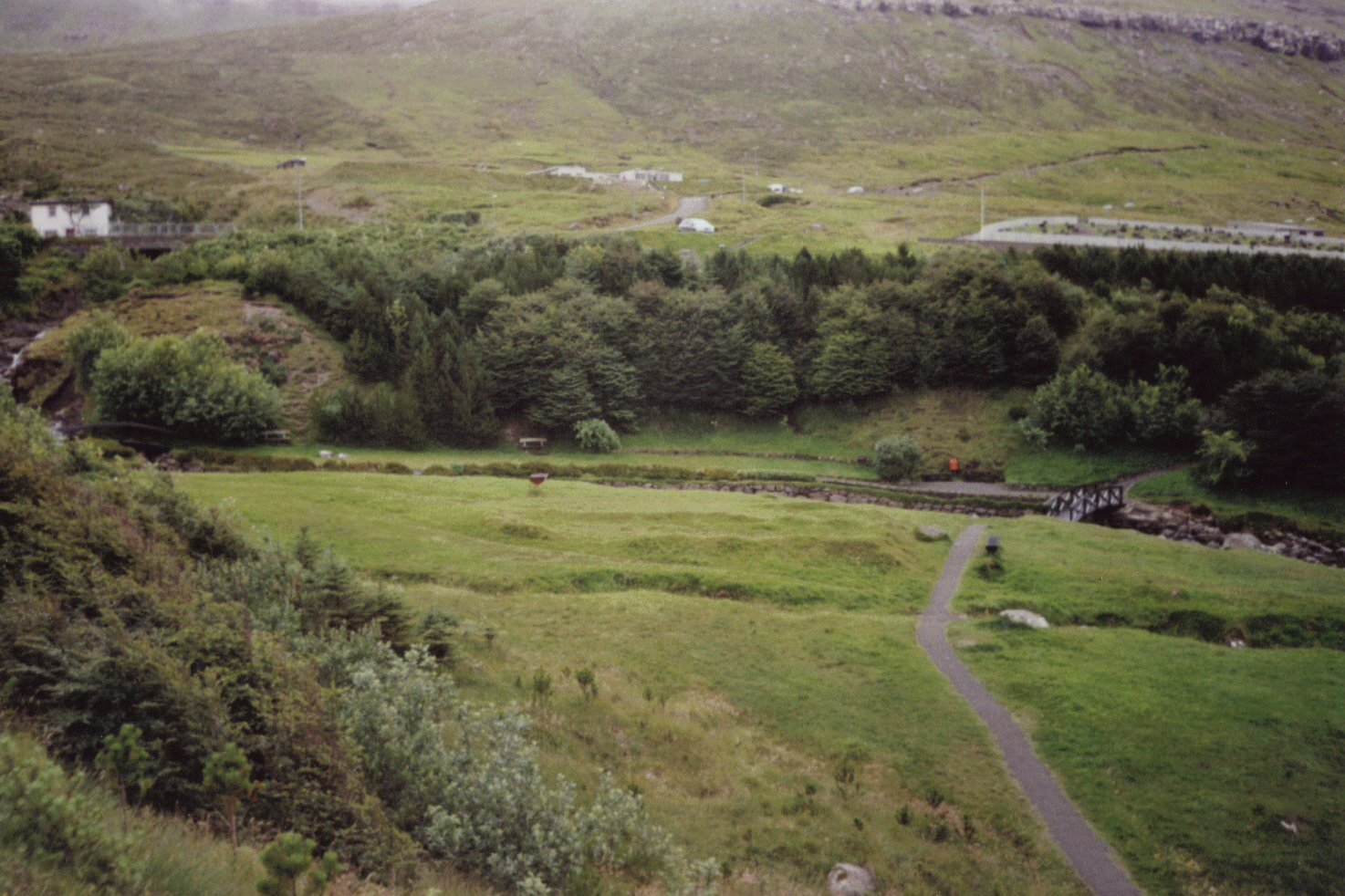
Bosque Viðarlundin úti í Grøv perto da cidade